# Runenstein von Kvibille

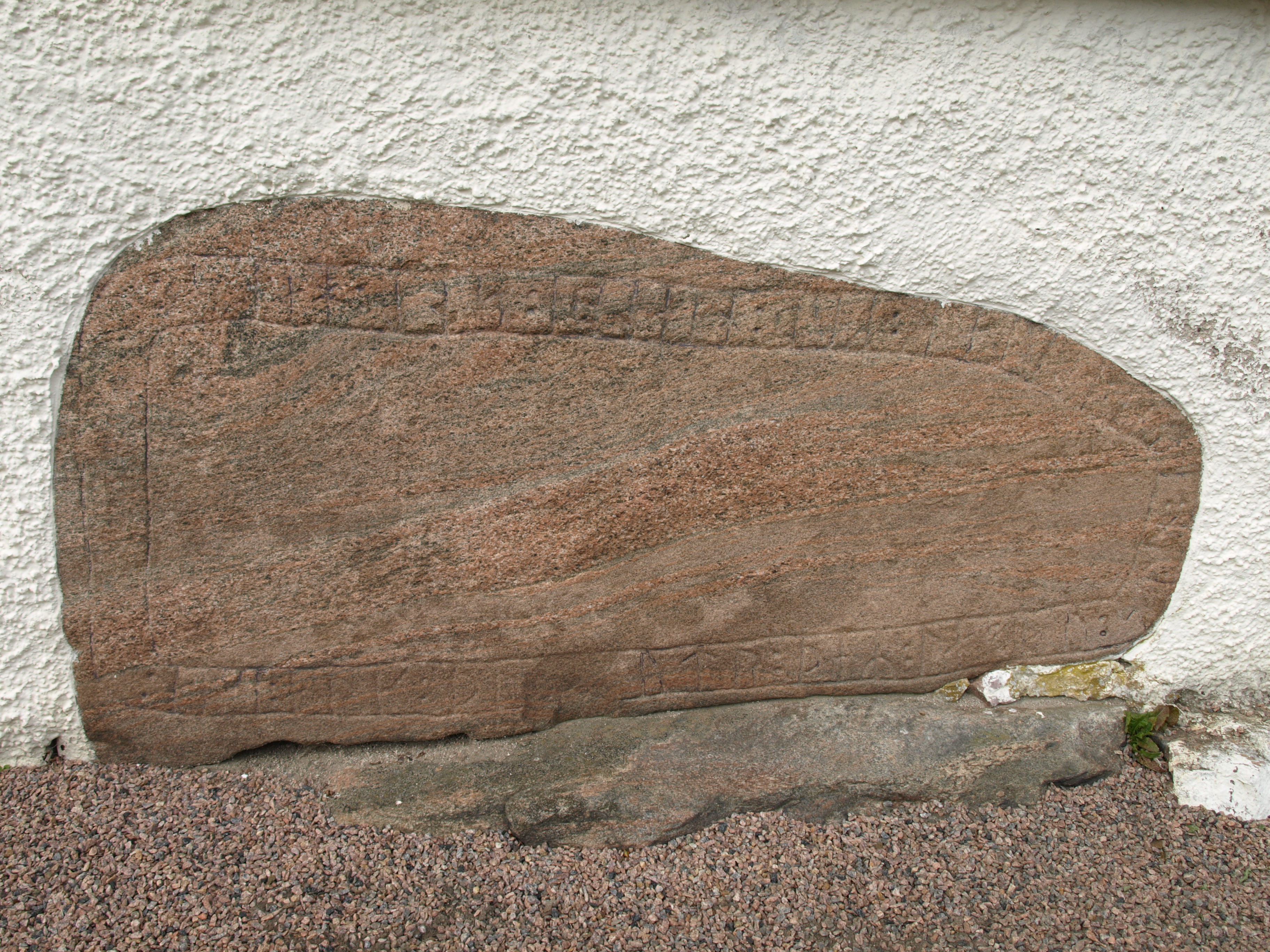
Runenstein von Kvibille

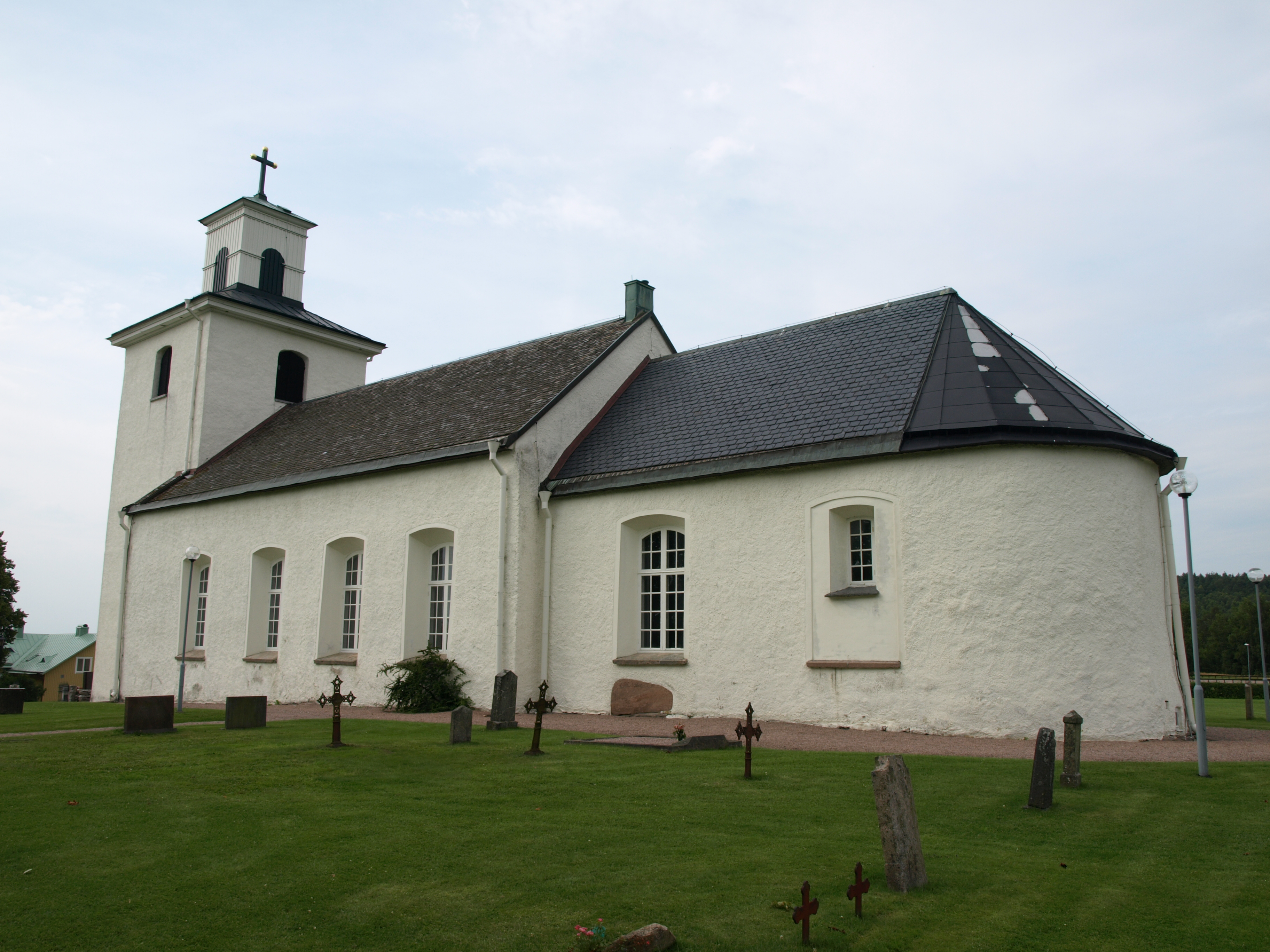
Unter einem der Chorfenster ist der Runenstein sichtbar

Der Runenstein von Kvibille (Samnordisk runtextdatabas DR 354) ist ein Runenstein, der im 1673 erbauten Chor der Kirche von Kvibille, bei Halmstad in Halland in Schweden eingemauert ist. Da Halland lange zu Dänemark gehörte, wird der Stein in der Samnordisk runtextdatabas unter dem Zeichen DR (Dänemarks Runeninschriften) geführt. Die Westküste Schwedens ist eine runensteinarme Region. Aus Halland sind nur vier Runeninschriften in Steinen bekannt. Alle sind im Raum Halmstad beheimatet. Da die Steine als Baumaterial verwendet wurden, steht keiner am ursprünglichen Standort. 

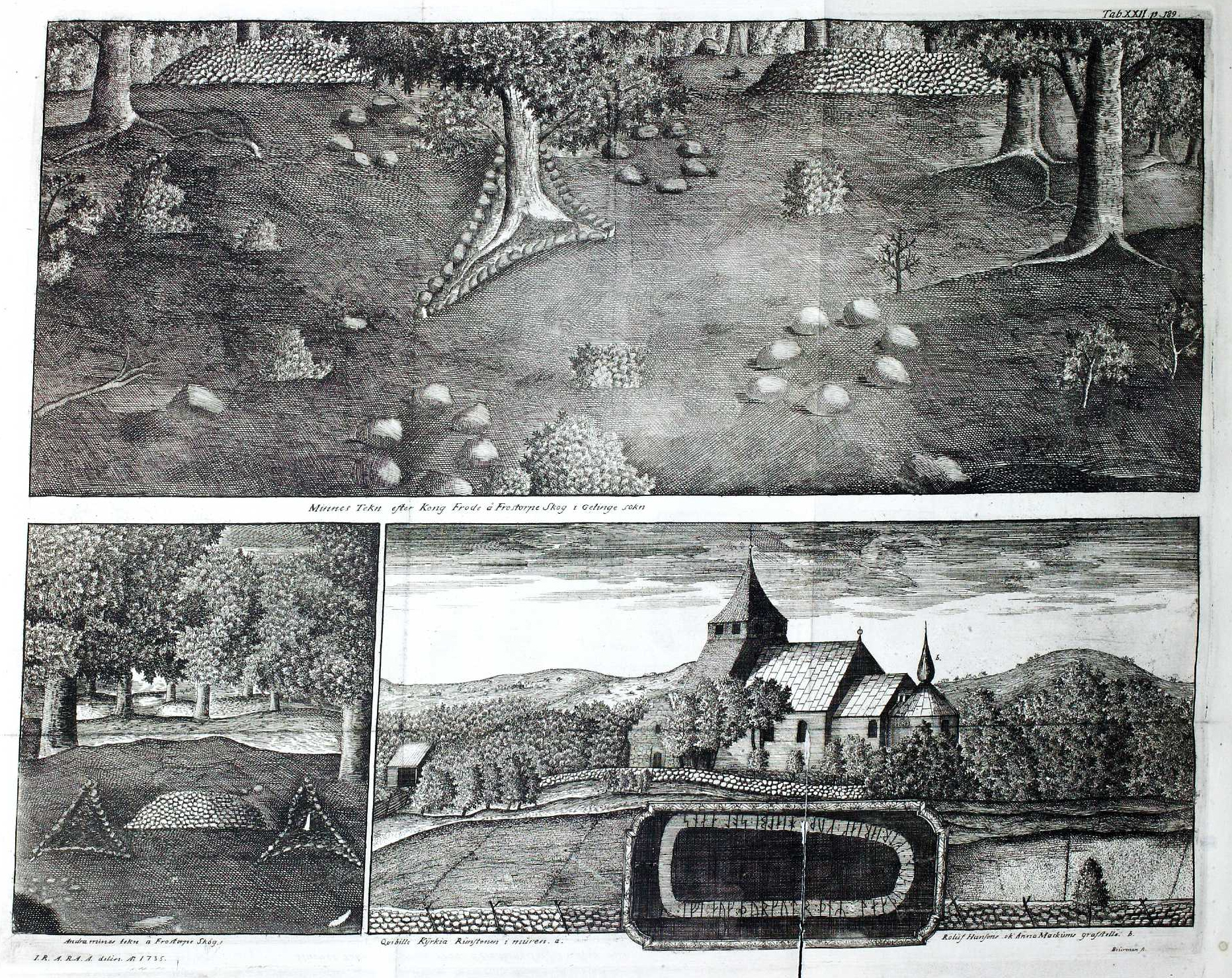
Abbildung aus „Hallandia antiqua et hodierna“ von 1735, die alte Kirche von Kvibille, den Runenstein, Rösen und Treudds in der Umgebung zeigend

Der nur leicht beschädigte Runenstein aus Granit ist 1,67 m lang und 0,8 m breit. Er stammt aus dem frühen Mittelalter (1050 bis 1150 n. Chr.) und wurde vermutlich 1673 unter dem Fenster in der südlichen Außenwand der Kirche eingemauert. Er hat die Form eines normalen, unverzierten Runensteins mit einem Schlangenband an der Kante des Steines. Die 7,0 bis 8,0 cm hohen Runen sind mit schwarzer Farbe gefüllt. Der Text lautet:
„Elfi und Thorgautr legten diesen Stein über Thorlaker. Möge Gott seiner Seele helfen“.